# 土方歳三 白の軌跡
『土方歳三 白の軌跡』（ひじかたとしぞう しろのきせき）は、2004年9月24日に発売されたOVA。新選組副長土方歳三の生涯を描いた作品。特典映像として、土方に縁のある土地や新選組の子孫のインタビューを収録した「それいけ カネサダくん!」がある。

## ストーリー
幕末。新政府軍に敗れた土方歳三は、旧幕府軍の残存兵と共に再起を期して蝦夷地へと落ち延びる。その最中、土方は、今は亡き近藤勇と沖田総司の幻に会い、自らの半生を振り返る……。
「日野のバラガキ」と呼ばれた少年時代、侍になることを夢見た試衛館時代、「鬼の副長」と恐れられた京都時代、近藤・沖田との別れ……。
無事に蝦夷地へと辿り着いた土方は榎本武揚の下で新政府軍への抵抗を続けたが、数の力に圧倒され、敗北は間近に迫っていた。そんな中、土方は小姓として自分に付き従っていた市村鉄之助に「故郷に届けて欲しい」と、遺品となる剣「兼定」を託した。「最後まで側にいたい」と言う市村に対し、「命令だ」と告げた土方は、笑顔で市村を送り出した。
そして迎えた新政府軍による総攻撃の日。土方は残った隊士たちと共に、最後の戦いに挑む。

## 登場人物
土方歳三
「鬼の副長」と恐れられた新選組の副長。京都時代は恩人の芹沢や山南を処断するなど、異名通りの冷酷な人物として振る舞っていたが、新政府軍との戦いを続ける中で、次第に心穏やかな人物へと変化していく。
近藤勇
新選組の局長。土方と沖田の親友。侍に憧れ、土方・沖田と共に京都に上り新選組の局長になる。新政府軍との戦いの中で、自分たちが将軍家に見捨てられたことに絶望し、新政府軍に投降。斬首される。
沖田総司
新選組の一番隊隊長。土方と近藤の親友。誰にでも分け隔てなく接する人懐っこい性格をしている。池田屋事件の頃から結核を患っており、新政府軍との戦いの頃には寝たきりの状態となり、そのまま病死する。
君鶴
京都の遊廓の太夫。土方に想いを寄せている。
於琴
土方の許婚。土方が京都に行った後も、彼を愛し続ける。

## 声の出演
- 土方歳三 - 今村直樹
- 近藤勇 - 稲田徹
- 沖田総司 - 笹田貴之
- 君鶴、市村鉄之助 - 進藤尚美
- 於琴 - 源川瑠々子
- 土方歳三（少年時代） - 小松里賀
- 芹沢鴨、勝海舟 - 堀之紀
- 山南敬助 - 坂口哲夫
- 榎本武揚 - 高塚正也
- 大鳥圭介 - 田中一成
- 遊女 - 陰山真寿美
- 遊郭の娘 - 前田沙耶香
- 母親 - 山下絵里香
- 新選組隊士A - 中尾良平
- 新選組隊士B - 下村基治
- 新選組隊士C - 麻生智久

## スタッフ
- 監督、絵コンテ、キャラクターデザイン、作画監督 - 浦谷千恵
- 脚本 - 藤村磨実也
- 音楽 - 神尾憲一
- 美術監督 - 勝井和子
- CGI監督 - 安田大地
- 色彩設定 - 伊東美由樹
- 美術 - ひしやまとおる
- 演奏 - 小林好夫、塩野入清美
- サウンドデザイン - 倉橋静男
- 助手 - 遠藤加奈子
- キャラクター原案 - 前田浩恵
- 協力 -  片渕須直
- 時代考証 - 萩尾農
- 写真提供 - 釣洋一
- アニメーション制作 - STUDIO 4℃
- 製作 - 葵プロモーション、Beyond C.

## 主題歌
エンディングテーマ「白の軌跡」
作詞 - スミダガワミドリ / 作曲、編曲 - 神尾憲一 / 歌 - 源川瑠々子

## 「それいけ カネサダくん!」スタッフ
- ナレーター - 五十嵐礼美
- カネサダくん - 小桜エツ子
- カメラマン - 亀田南海雄
- 撮影技術協力 - 岡本年克、大庭崇、佐藤尚禎
- 編集 - 殿山幸則
- MA - 大山敬
- SE - 倉橋静男
- デザイナー - 小笠原塚己
- CGデザイナー - 境野時子
- 時代考証 - 萩野農
- 制作 - 宮坂和江、園田定宏
- 演出 - 佐藤範昭
- プロデューサー - 熱田俊治